# Amphoriscus urna
Amphoriscus urna är en svampdjursart som beskrevs av Ernst Haeckel 1872. Amphoriscus urna ingår i släktet Amphoriscus och familjen Amphoriscidae.
Artens utbredningsområde är havet utanför Venezuela. Inga underarter finns listade i Catalogue of Life.